# Лещинский, Наум Абрамович
Наум (Нахум, Яков) Абрамович Лещинский (псевдоним Надаб (Надав); 1902, Кривой Рог, Херсонская губерния — 10 марта 1938, 1939 или 1938, Коммунарка) — советский арабист: экономист и политолог, профессор. Член Центрального комитета Коммунистической партии Палестины.

## Биография
Родился в 1902 году в местечке Кривой Рог.
Член ВКП(б) с 1923 года.
В начале 1920-х годов приехал из СССР в Палестину. В 1924 году стал членом секретариата Коммунистической партии Палестины ответственным за идеологию. Активный деятель Коммунистической партии Палестины, член Центрального комитета, совместно с Йосефом Бергер-Барзилай и Моше (Меир) Куперманом входил в руководящее ядро палестинских коммунистов. С 1925 года работал референтом Восточного секретариата Исполнительного комитета Коминтерна. Активная деятельность как функционера Коминтерна привлекла внимание англичан, в 1931 году был выслан из страны вместе с другим агентом Коминтерна — Моше-Меиром Куперманом. В 1931 году — представитель Коминтерна в Египте, затем отозван в Москву.
С 1931 года — заведующий методическим кабинетом и профессор Коммунистического университета трудящихся Востока.
27 ноября (или 1 декабря) 1937 года арестован. 10 марта 1938 года Военной коллегией Верховного Суда СССР приговорён к высшей мере наказания за шпионаж и участие в контрреволюционной террористической организации, в этот же день расстрелян на спецобъекте НКВД «Коммунарка». По другим данным, находясь после ареста на Лубянке сошёл с ума и умер в 1939 году.
30 июня 1956 года реабилитирован Военной коллегией Верховного Суда СССР.

## Научная деятельность
Специалист в области арабистики: экономики и политологии.
Постоянный автор журнала «Революционный Восток», в котором в начале 1930-х годов вёл ожесточённую полемику с другим бывшим членом ЦК КПП — А. М. Шами (И. Н. Тепер) по вопросу о движущих силах, характере и причинах поражения арабского национального восстания в Палестине в августе 1929 года.

### Научные труды
- Аграрный вопрос и «арабско-национальная революция в Палестине» // Коммунистический Интернационал. 1929. — № 36—37. — С. 29—45.
- Восстание в Палестине и арабское национальное движение (Письмо из Палестины) // Революционный Восток. 1930. — № 8. — С. 220—234.
- О «критических» приемах тов. Шами // Революционный Восток. — № 9—10. — С. 130—138.
- Крестьянство и националисты в Палестине // Революционный Восток. — С. 196—206.
- Первый арабский рабочий съезд в Палестине // Революционный Восток. — С. 309—322.
- Против право-«левацкой» путаницы в колониальном вопросе // Революционный Восток. 1931. — № 11—12. — С. 117—137.
- Как не надо писать о британском империализме в Палестине (О статье Букшпана в № 1 журнала «Ближний Восток») // Революционный Восток. 1932. — № 1—2. — С. 363—366.
- «Арабские сказки» (О статье по Арабистану МСЭ) // Революционный Восток. — С. 367—370.
- Об аграрных отношениях в колониальном Египте // Революционный Восток. 1933. — № 1. — С. 74—99.
- Аграрные отношения в Египте // Революционный Восток. — № 2. — С. 91—125; № 3—4. — С. 119—163.